# Liselotte Blumer
Liselotte Blumer (* 8. August 1957 in Basel) ist eine ehemalige Schweizer Badmintonspielerin. Blumer gewann 1980 den EM-Titel im Dameneinzel für die Schweiz. Dieter Blumer ist ihr Bruder.

## Sportliche Karriere
1972 gewann Blumer ihren ersten nationalen Titel im Mixed. Ab dem Folgejahr war Blumer die dominierende Dame im Schweizer Badmintonverband. Von 45 möglichen Titeln gewann sie bis 1987 42. 
International sorgte sie insbesondere 1980 für Aufsehen, als sie den EM-Titel im Dameneinzel in die Schweiz holte. Weitere Erfolge feierte sie bei den Swiss Open, den French Open, den Malta International und den Polish International.

## Sportliche Erfolge
| Saison | Veranstaltung                            | Disziplin   | Sieger                                |
| ------ | ---------------------------------------- | ----------- | ------------------------------------- |
| 1972   | Schweizer Einzelmeisterschaften          | Mixed       | Edy Andrey / Liselotte Blumer         |
| 1973   | Schweizer Einzelmeisterschaften          | Dameneinzel | Liselotte Blumer                      |
| 1973   | Schweizer Einzelmeisterschaften          | Damendoppel | Liselotte Blumer / Claudia von Büren  |
| 1974   | Schweizer Einzelmeisterschaften          | Damendoppel | Liselotte Blumer / Claudia von Büren  |
| 1974   | Schweizer Einzelmeisterschaften          | Mixed       | Edy Andrey / Liselotte Blumer         |
| 1974   | Schweizer Einzelmeisterschaften          | Dameneinzel | Liselotte Blumer                      |
| 1975   | Schweizer Einzelmeisterschaften          | Mixed       | Edy Andrey / Liselotte Blumer         |
| 1975   | Schweizer Einzelmeisterschaften          | Damendoppel | Liselotte Blumer / Mireille Drapel    |
| 1975   | Schweiz: Internationale Meisterschaften  | Dameneinzel | Liselotte Blumer                      |
| 1975   | Schweizer Einzelmeisterschaften          | Dameneinzel | Liselotte Blumer                      |
| 1976   | Schweizer Einzelmeisterschaften          | Damendoppel | Liselotte Blumer / Mireille Drapel    |
| 1976   | Schweizer Einzelmeisterschaften          | Mixed       | Edy Andrey / Liselotte Blumer         |
| 1976   | Schweizer Einzelmeisterschaften          | Dameneinzel | Liselotte Blumer                      |
| 1977   | Schweizer Einzelmeisterschaften          | Damendoppel | Liselotte Blumer / Mireille Drapel    |
| 1977   | Schweiz: Internationale Meisterschaften  | Dameneinzel | Liselotte Blumer                      |
| 1977   | Schweizer Einzelmeisterschaften          | Dameneinzel | Liselotte Blumer                      |
| 1977   | Schweizer Einzelmeisterschaften          | Mixed       | Edy Andrey / Liselotte Blumer         |
| 1978   | Schweizer Einzelmeisterschaften          | Damendoppel | Liselotte Blumer / Mireille Drapel    |
| 1978   | Schweizer Einzelmeisterschaften          | Mixed       | Edy Andrey / Liselotte Blumer         |
| 1978   | Schweizer Einzelmeisterschaften          | Dameneinzel | Liselotte Blumer                      |
| 1979   | Schweizer Einzelmeisterschaften          | Dameneinzel | Liselotte Blumer                      |
| 1979   | Schweizer Einzelmeisterschaften          | Mixed       | Edy Andrey / Liselotte Blumer         |
| 1979   | Schweizer Einzelmeisterschaften          | Damendoppel | Liselotte Blumer / Patricia Kaul      |
| 1979   | Schweiz: Internationale Meisterschaften  | Dameneinzel | Liselotte Blumer                      |
| 1980   | Schweizer Einzelmeisterschaften          | Damendoppel | Liselotte Blumer / Mireille Drapel    |
| 1980   | Europameisterschaft                      | Dameneinzel | Lieselotte Blumer                     |
| 1980   | French Open                              | Damendoppel | Marieluise Zizmann / Liselotte Blumer |
| 1980   | Schweizer Einzelmeisterschaften          | Dameneinzel | Liselotte Blumer                      |
| 1980   | Schweiz: Internationale Meisterschaften  | Dameneinzel | Liselotte Blumer                      |
| 1980   | Schweizer Einzelmeisterschaften          | Mixed       | Dieter Blumer / Liselotte Blumer      |
| 1981   | Schweiz: Internationale Meisterschaften  | Dameneinzel | Liselotte Blumer                      |
| 1981   | Schweizer Einzelmeisterschaften          | Damendoppel | Liselotte Blumer / Mireille Drapel    |
| 1981   | Schweizer Einzelmeisterschaften          | Mixed       | Dieter Blumer / Liselotte Blumer      |
| 1981   | Polnische Internationale Meisterschaften | Dameneinzel | Liselotte Blumer                      |
| 1981   | Schweizer Einzelmeisterschaften          | Dameneinzel | Liselotte Blumer                      |
| 1982   | Schweizer Einzelmeisterschaften          | Dameneinzel | Liselotte Blumer                      |
| 1982   | Polnische Internationale Meisterschaften | Dameneinzel | Liselotte Blumer                      |
| 1982   | Schweizer Einzelmeisterschaften          | Mixed       | Dieter Blumer / Liselotte Blumer      |
| 1982   | Schweizer Einzelmeisterschaften          | Damendoppel | Liselotte Blumer / Mireille Drapel    |
| 1983   | Schweizer Einzelmeisterschaften          | Dameneinzel | Liselotte Blumer                      |
| 1983   | Schweizer Einzelmeisterschaften          | Mixed       | Dieter Blumer / Liselotte Blumer      |
| 1983   | Schweizer Einzelmeisterschaften          | Damendoppel | Liselotte Blumer / Mireille Drapel    |
| 1984   | Schweiz: Internationale Meisterschaften  | Dameneinzel | Liselotte Blumer                      |
| 1984   | Schweizer Einzelmeisterschaften          | Damendoppel | Liselotte Blumer / Rita Lutz          |
| 1984   | Schweizer Einzelmeisterschaften          | Dameneinzel | Liselotte Blumer                      |
| 1984   | Malta: Internationale Meisterschaften    | Dameneinzel | Liselotte Blumer                      |
| 1984   | Malta: Internationale Meisterschaften    | Damendoppel | Liselotte Blumer / Corinne Sonnet     |
| 1984   | Schweizer Einzelmeisterschaften          | Damendoppel | Liselotte Blumer / Rita Lutz          |
| 1985   | Schweizer Einzelmeisterschaften          | Damendoppel | Liselotte Blumer / Rita Lutz          |
| 1985   | Schweizer Einzelmeisterschaften          | Mixed       | Dieter Blumer / Liselotte Blumer      |
| 1985   | Schweizer Einzelmeisterschaften          | Dameneinzel | Liselotte Blumer                      |
| 1986   | Schweizer Einzelmeisterschaften          | Dameneinzel | Liselotte Blumer                      |
| 1986   | Schweizer Einzelmeisterschaften          | Damendoppel | Liselotte Blumer / Patricia Werner    |
| 1987   | Schweizer Einzelmeisterschaften          | Damendoppel | Liselotte Blumer / Rita Lutz          |
| 1987   | Schweizer Einzelmeisterschaften          | Dameneinzel | Liselotte Blumer                      |
| 1988   | Schweizer Einzelmeisterschaften          | Mixed       | Daniel Hanggi / Liselotte Blumer      |
| 1988   | Schweizer Einzelmeisterschaften          | Damendoppel | Liselotte Blumer / Patricia Werner    |
| 1988   | Schweizer Einzelmeisterschaften          | Dameneinzel | Liselotte Blumer                      |
| 1990   | Schweizer Einzelmeisterschaften          | Damendoppel | Liselotte Blumer / Doris Gerstenkorn  |
| 1993   | Schweizer Einzelmeisterschaften          | Damendoppel | Liselotte Blumer / Silvia Albrecht    |